# Одномильний телескоп

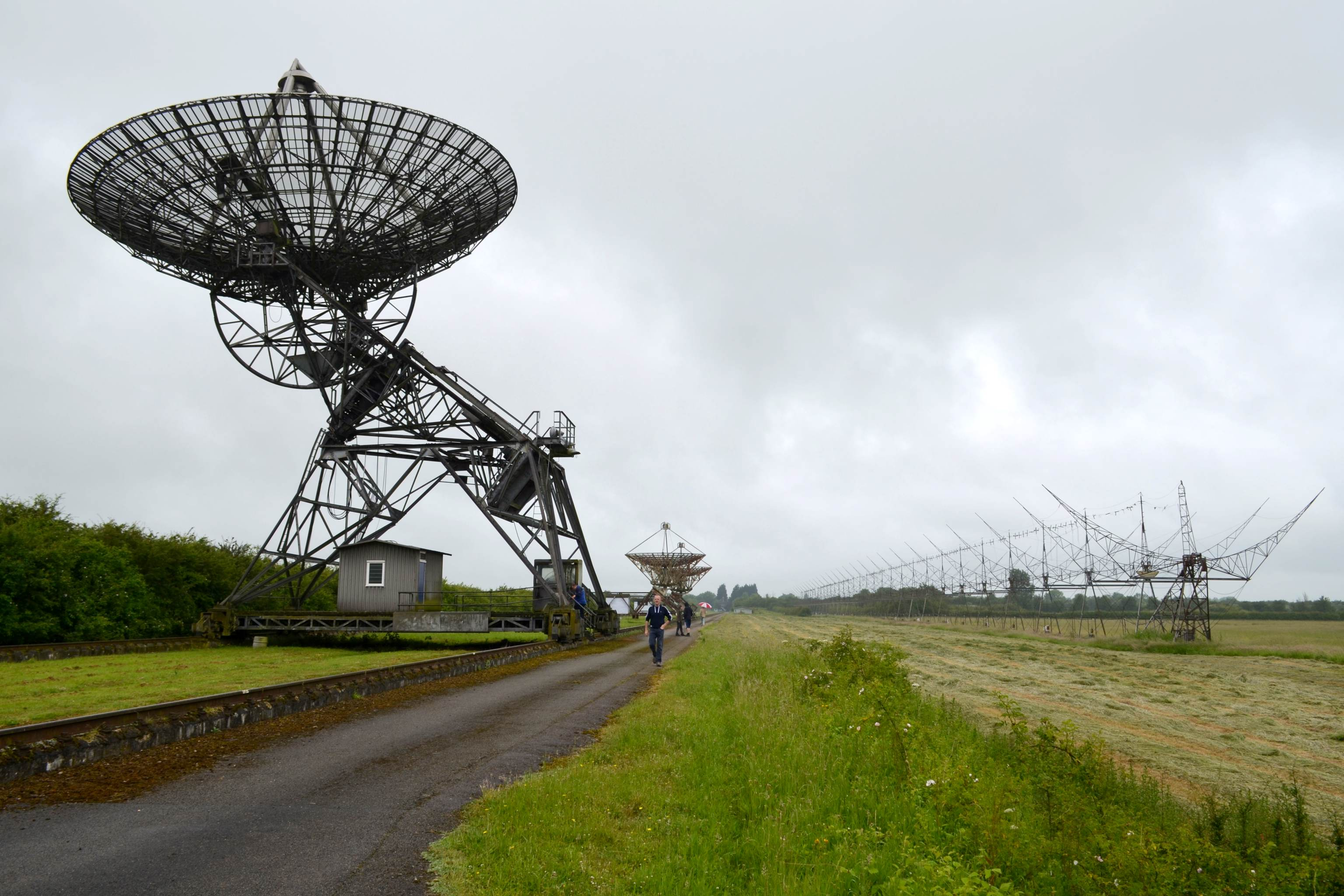
Одна з антен Одномильного телескопа (ліворуч), дві антени телескопа Півмильного телескопа (у центрі) і залишки масиву 4C (праворуч)

Одномильний телескоп (англ. One-Mile Telescope) — телескоп в Маллардівській Радіоастрономічній обсерваторії в Кембриджі у Великій Британії, який активно працював з 1964 року до 1980-х років. Новаторська конструкція цього телескопу з використанням техніки апертурного синтезу на основі обертання Землі сприяла отриманню Мартіном Райлом і Ентоні Г'юїшем Нобелівської премії з фізики в 1974 році.
Телескоп складався з трьох 18-метрових параболічних антен — двох нерухомих і однієї рухомої, здатних працювати на частотах 1407 МГц і 408 МГц. Зараз телескоп вже не працює як єдине ціле, але одна з його антен іноді використовується для студентських проєктів та радіоастрономами-аматорами.

## Історія
Одномильний телескоп був завершений Групою радіоастрономії Кембриджського університету в 1964 році. Телескоп використовувався для створення каталогу радіоджерел 5C.
Спостереження з більшими кроковими інтервалами використовувалися для спостереження окремих радіоджерел з безпрецедентною чутливістю, кутовою роздільною здатністю та якістю зображення. Ці дослідження вимагали інтенсивного використання обернених перетворень Фур'є і стали можливими завдяки розробці нового покоління комп'ютерів, таких як Титан.
Майбутній Нобелівський лауреат Мартін Райл так описував рішення кінця 1950-х років побудувати Одномильний телескоп: «Наша мета була подвійною. По-перше, ми хотіли розширити діапазон наших спостережень далеко в минуле, до найдавніших днів Всесвіту, і це вимагало значного збільшення як чутливості, так і роздільної здатності. З більшою роздільною здатністю ми сподівалися намалювати радіокарти окремих радіоджерел з достатньою деталізацією, щоб отримати якісь вказівки на фізичні процеси, які їх утворили».
Одну з антен Одномильного телескопа тимчасово використовували для покращення роздільної здатності радіоінтерферометра MERLIN (тоді MTRLI) з 1987 року до осені 1990 року.

## Технічні інновації
Одномильний телескоп був першим телескопом, який використовував апертурний синтез завдяки обертанню Землі (описаний Райлом як «супер-синтез»), і першим телескопом, який давав радіокарти з роздільною здатністю, кращою, ніж у людського ока. Телескоп складався з трьох 120-тонних параболічних антен, кожна діаметром 18 м. Дві антени були фіксовані, а третю можна було переміщати по 800-метровій (півмилі) залізничній колії зі швидкістю до 6,4 км/год. Уздовж колії знаходилось 60 різних станцій. Колія була прямою з точністю до 0,9 см, дальній її кінець було піднято на 5 см, щоб врахувати кривину Землі вздовж колії. Частота спостереження зазвичай становила 408 МГц (довжина хвилі 75 см, роздільна здатність 80 кутових секунд) і 1.4 ГГц (довжина хвилі 21 см, роздільна здатність 20 кутових секунд, втричі краще, ніж у неозброєного ока).

## Найважливіші досягнення
За 20 років служби телескоп використовувався для картографування окремих об'єктів, а також для кількох глибоких оглядів. Зараз телескоп вже не застосовується як єдине ціле, але одна з антен іноді використовується для студентських проєктів або радіоастрономами-аматорами.
Конструкція цього телескопа та розробка апертурного синтезу на основі обертання Землі сприяли отриманню Мартіном Райлом і Ентоні Г'юїшем Нобелівської премії з фізики в 1974 році.